# Protestantisme in Brussel

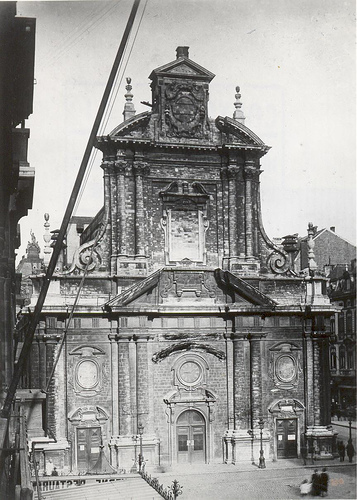
Voormalige Augustijnenkerk, protestantse kerk van 1815-1830

Het protestantisme in Brussel kende aanvankelijk een korte geschiedenis in de eerste helft van de 16e eeuw, tot het katholicisme werd gerestaureerd onder Spaans gezag. Sinds het begin van de 19e eeuw ontwikkelde het protestantisme zich blijvend in Brussel.

## Geschiedenis

### Opkomst en onderdrukking in de 16e eeuw
Bij de augustijnen was veel sympathie voor de lutherse reformatie. Op 1 juli 1523 werden twee augustijner broeders, Hendrik Voes en Jan van Essen, levend verbrand op de Grote Markt op beschuldiging van ketterij. Zij waren de eerste protestantse martelaren en werden door Maarten Luther bezongen. Een derde broeder, Lambrecht Thorn, stierf in gevangenschap. Hij kreeg veel bijstand van een groep protestanten rond pastoor Claes van der Elst. Het proces tegen die laatste bracht aan het licht dat het lutheranisme was doorgedrongen tot bij hofkunstenaars.
Vooral tussen 1578 en 1581 ontstonden en groeiden er reformatorische gemeenten, nu merendeels calvinistische protestanten. Ze lagen aan de basis van de Brusselse republiek en wisten die volledig in handen te krijgen. Zelfs in de Kathedraal van Sint-Michiel en Sint-Goedele werden protestantse diensten gehouden. In 1585 kwam Brussel weer in handen van het Spaanse gezag, en werd de calvinistische religie verboden. Veel protestanten vluchtten naar het noorden en de Contrareformatie maakte van Brussel een exclusief katholieke stad.

### Na 1781
Na het Tolerantiepatent van keizer Jozef II uit 1781 kreeg het protestantisme weer voet aan de grond in Brussel.
In 1804 werd door het bewind van Napoleon Bonaparte de Koninklijke kapel aan de protestanten toegewezen. Deze kapel is sindsdien protestants gebleven.
Toen in 1815 het Verenigd Koninkrijk der Nederlanden werd ingesteld, kwamen er veel protestantse ambtenaren en militairen naar Brussel. Zij kregen de voormalige Augustijnenkerk toegewezen. In 1817 werd Koning Willem III hier nog gedoopt. In 1830 echter werd, tijdens de Belgische Revolutie, de kerk door de opstandelingen ingenomen en het interieur verwoest, aangezien de kerk beschouwd werd als symbool van de Hollandse overheersing.
De nieuw gevormde Belgische staat kende echter vrijheid van godsdienst, en het protestantisme bleef toegestaan. De lutherse predikant L.P. Wieland Lütkemüller verzorgde de organisatie van de protestantse gemeente. In 1842 werd een predikant aangesteld, Henricus van Maasdijk. De protestantse gemeente omvatte in Brussel woonachtige Nederlanders en ook Belgen die protestants waren. In 1854 sloot de Brusselse gemeente zich aan bij de Bond van Evangelisch-Protestantse Kerken van België en werd nu door de staat erkend. Er werd een kerk gebouwd aan de toenmalige Zoutkaai, tegenwoordig Sint-Katelijneplein genaamd. In 1876 werd een opleidingsschool voor predikanten in gebruik genomen. Vincent van Gogh behoorde tot de eerste leerlingen.
In 1910 verscheen voor het eerst de Kerkbode, later de Protestantse Kerkbrief genaamd.
Toen in Nederland het genootschap Gereformeerde Kerken in Nederland zich in 1892 definitief van de Hervormden afsplitste bleef dat ook in Brussel niet zonder gevolgen. In 1894 werd ook in Brussel een gereformeerd kerkgenootschap opgericht, dat sinds 1928 over een eigen kerk zou beschikken, de Guido de Brèskerk. Geleidelijk aan groeide het inzicht dat de protestantse kerken zich meer op België zouden moeten richten. Reeds vanaf 1965 groeide een proces van samenwerking tussen hervormden en gereformeerden, en in 1978 werd de Verenigde Protestantse Kerk in België gesticht, waarin hervormden en gereformeerden samenwerkten.
Een nieuw kerkgebouw, de Graanmarktkerk, werd door de Hervormden gebouwd aan de Nieuwe Graanmarkt 8. Deze werd in 1970 in gebruik genomen. In 1995 gingen de Brusselse hervormden en gereformeerden samen in één gemeente en werd het gereformeerde kerkgebouw aan de Léon Lepagestraat 33-35 verkocht.

## Franstalig protestantisme
Het Franstalig protestantisme kent drie protestantse kerken in Brussel:
- Temple du Botanique (Kruidtuinkerk), aan Bisschoffsheimlaan 40 nabij Kruidtuin
- Musée Chapelle Royale, aan Museumplein 2
- Église Protestante Évangelique de Bruxelles-Woluwe aan Slegersstraat 96 te Sint-Lambrechts-Woluwe, Franstalig evangelicaal protestants.

## Anderstalig protestantisme
Er is een groot aantal anderstalige protestantse kerken in Brussel:
- Duitstalig: Emmausgemeinde, Saloméstraat 9
- Engelstalig: International Protestant Church, Heldenlaan 32
- Arabisch:  Leopold-I-straat 117